# Область Президий
Область Президий, Государство Президий; полное название: Государство королевских Президий (исп. Estado de los Reales Presidios, итал. Stato dei Reali Presidi) — квазигосударственное образование, созданное, в 1557 году, Филиппом II Испанским на части территории упраздненной Сиенской республики (Сиены).

## Территория
Название происходит от испанского слова presidio — укреплённый военный пост. Находилось на территории нынешних провинций Ливорно и Гроссето. Включало в себя мыс Арджентарио, Орбетелло, Порто-Эрколе, Порто Санто-Стефано, Анседонию и Таламоне, а позднее и Порто-Лонгоне (ныне Порто-Адзурро) на острове Эльба, принадлежавшем сеньории, а затем княжеству Пьомбино. Несмотря на небольшую территорию, расположенные здесь гарнизоны легко могли контролировать Папскую область, Тоскану и прилегающую акваторию.

## Образование и управление
Область Президий была создана на основании Лондонского договора, от 29 мая 1557 года, между Филиппом II и сеньором Пьомбино Якопо VI Аппиано, утверждённого Флорентийским соглашением 3 июля того же года между германо-римским императором Карлом V и герцогом Флоренции Козимо I. С этих пор Сиена пришла в упадок.
История области Президий состоит из четырёх периодов:
- С 1557 по 1707 годы, когда она находилась под управлением испанских вице-королей Неаполя.
- С 1707 по 1737 годы, период австрийского господства, от оккупации во время войны за испанское наследство, до конца войны за польское наследство. В этот период областью управляли австрийские вице-короли Неаполя.
- с 1737 по 1800 годы, под властью неаполитанских Бурбонов.
- с 1800 по 1801 год, оккупирована французскими войсками, в 1801 году включена в состав королевства Этрурии, в 1807 году — в состав Франции. По окончании наполеоновских войн восстановлена не была, территория вошла в состав Великого герцогства Тосканского.

Несмотря на то, что называлась государством, никогда не была отдельным владением, всегда оставаясь придатком Неаполитанского королевства. Для управления центральная власть назначала военных среднего ранга, занимавшихся, в основном, содержанием в порядке укреплений.

## XVI век
Создав Президии, Филипп приказал испанским комендантам подчиняться его союзнику и другу Козимо Медичи. За 50 лет была создана мощная система фортификаций, возведенных флорентийскими архитекторами и военными инженерами. Козимо воспользовался случаем, чтобы отобрать Кастильоне делла Пескаю и остров Джильо у их законного хозяина Иннико Пикколомини, маркиза Капестрано и герцога Амальфи, который был врагом Испании и Флоренции.
Затем вице-короли Неаполя начали расширять своё влияние. В 1569 году Педро Афан де Рибера, герцог де Алькала, посетил область, после чего там были построены казармы в Орбетелло, Порто Эрколе и Таламоне, и размещены солидные гарнизоны.
Вторжение в Тоскану в конце 1580-х отрядов наемников во главе с Альфонсо Пикколомини, герцогом Монтемарчано, вызвало подозрение, что его поддерживало и снабжало командование области Президий. Среди мелких событий отмечено опустошение в 1592 году района Таламоне полчищами саранчи, которой было так много, что она «иногда закрывала солнце».
Вице-король граф Оливарес в 1596 году позволил жителям, вопреки правительственным распоряжениям, носить оружие, чтобы защищаться против турок и банд изгнанников, нападавших на Маремму. В 1597 году большим праздником был отмечен визит кардинала Пьетро Альдобрандини, внука папы Климента VIII, несколько ожививший суровую обстановку испанского режима. Король Испании в условиях изменения отношений с Тосканой использовал условия Лондонского договора, чтобы построить крепость Порто-Лонгоне в противовес тосканской Портоферрайо, усилив таким образом контроль над Средней Италией.

## XVII век
В правление вице-короля Хуана Альфонсо Пиментеля де Эрреры, графа де Бенавенте, губернатор Эгидио Нуньес Орехон восстановил Порто Санто-Стефано.
В ходе франко-испанской войны 1635—1659 годов французы осаждали Орбетелло (9 мая — 20 июля 1646), 14 июня состоялось морское сражение при Орбетелло. Осада была неудачной, но 27 сентября 1646 года французы захватили Порто-Лонгоне и удерживали его до 15 июля 1650 года. Французы создали прямую угрозу Неаполю, что вкупе с возросшими налогами вызвало сильнейшее восстание во главе с Мазаньелло и временное падение испанского режима. Власть Испании была восстановлена только в результате карательной экспедиции герцога де Аркоса при содействии флота дона Хуана Австрийского.
Вторая половина столетия была периодом мира и процветания для области. Филипп IV приказал в 1660 году построить форт Салино, чтобы защитить перешеек Джанеллы и Томболо от пиратов. В Орбетелло, столице государства, была открыта типография. Был перестроен собор и возведены общественные здания, а также дворцы губернатора в Орбетелло и Порто-Эрколе.
В 1667 году начались войны Людовика XIV и Козимо III Медичи разрывался между Империей, Испанией и Францией, предлагавшими ему в обмен на союз территориальные компенсации, в том числе и область Президий. Он потребовал королевский титул и сардинские территории, некогда принадлежавшие Пизанской республике. Однако, когда испанские войска вошли в Милан, на Тоскану была наложена тяжелая контрибуция, которую затем смягчили до 100 тыс. экю, из опасения, что Козимо может броситься в объятия Франции.

## XVIII век и ликвидация государства
В 1707 году Президии были оккупированы австрийскими войсками, по Утрехтскому и Раштадтскому мирным договорам они отошли к Австрии вместе с Неаполем.
В 1736 году область Президий была занята испанскими войсками вслед за Неаполитанским королевством и до конца столетия оставалась в руках Бурбонов.
В 1796 году король Фердинанд IV напрямую присоединил Президии к Неаполитанскому королевству, так же как и герцогство Сору.
По Флорентийскому договору 28 марта 1801 года Президии были уступлены Франции и вошли в состав королевства Этрурии.
По договору в Фонтенбло 23 октября 1807 года вся территория Тосканы аннексировалась Францией, а по решению Венского конгресса территория Президий отходила к Великому герцогству Тосканскому.